# Фурдик, Александра Алексеевна
Александра Алексеевна Фурдик (21 ноября 2000) — российская тяжелоатлетка. Призёр чемпионатов России 2019, 2022, 2024 и 2025 годов. Мастер спорта России.

## Биография
Родилась 21 ноября 2000 года. Воспитанница ГБУ ДО ВО "СШОР по ТА им. П.В. Кузнецова и ГБУ ДО Московской области "СШОР по тяжёлой атлетике ГБУ
МО ЦСП ОВС" город Видное. 
В ноябре 2018 года присвоено звание звание «Мастер спорта России».
В 2019 году на взрослом чемпионате России по тяжёлой атлетике в Новосибирске Александра Фурдик впервые в карьере завоевала бронзовую медаль в категории до 45 кг, подняв 130 кг по сумме двух упражнений. 
На чемпионате России по тяжёлой атлетике 2022 года, который состоялся в Хабаровске, Фурдик во второй раз в карьере завоевала бронзовую медаль чемпионата страны с общим весом на штанге по сумме двух упражнений 136 килограммов.
В июле 2024 года на чемпионате России, который состоялся В Новосибирске, Александра завоевала серебряную медаль в категории до 45 кг с результатом 148 кг по сумме двух упражнений.
В августе 2025 года на чемпионате России в Санкт-Петербурге Александра завоевала серебряную медаль по сумме двоеборья с результатом 145 кг, в рывке была первой, а в толчке второй.

## Основные результаты
| Год  | Соревнования     | Место проведения | Весовая категория | Рывок, кг | Толчок, кг | Сумма, кг | Место |
| ---- | ---------------- | ---------------- | ----------------- | --------- | ---------- | --------- | ----- |
| 2019 | Чемпионат России | Новосибирск      | до 45 кг          | 60        | 70         | 130       | 3     |
| 2022 | Чемпионат России | Хабаровск        | до 45 кг          | 63        | 73         | 136       | 3     |
| 2024 | Чемпионат России | Новосибирск      | до 45 кг          | 66        | 82         | 148       | 2     |
| 2025 | Чемпионат России | Санкт-Петербург  | до 45 кг          | 66        | 79         | 145       | 2     |